# Toquet
Un toquet est une espèce de bonnet, une petite toque servant de coiffure, porté à certaines époques surtout par les femmes, mais aussi les hommes et les enfants. Chez ces derniers, le bonnet de cuir est équipé d'un bourrelet qui atténue les chocs en cas de chute.

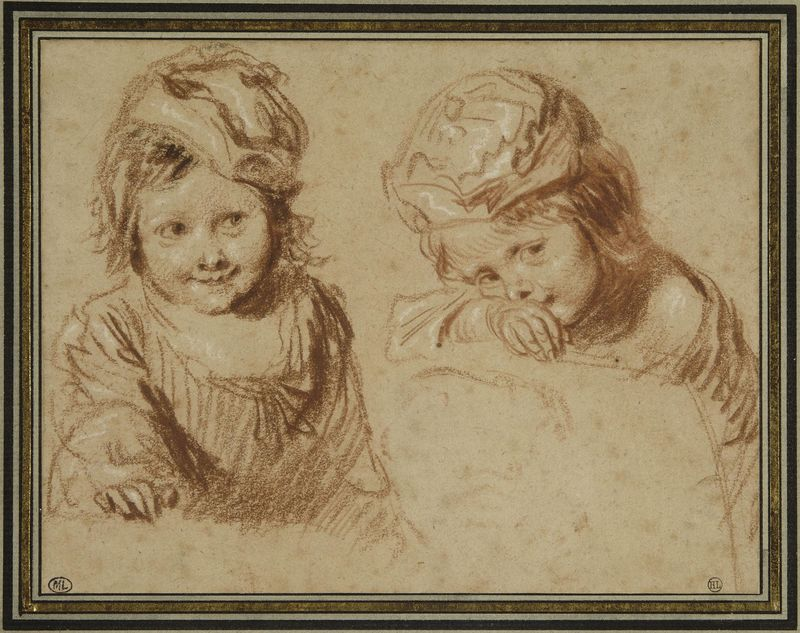
Antoine Watteau : « Deux études d’un enfant, vu à mi-corps et coiffé d’un toquet » (Département des Arts Graphiques, musée du Louvre).
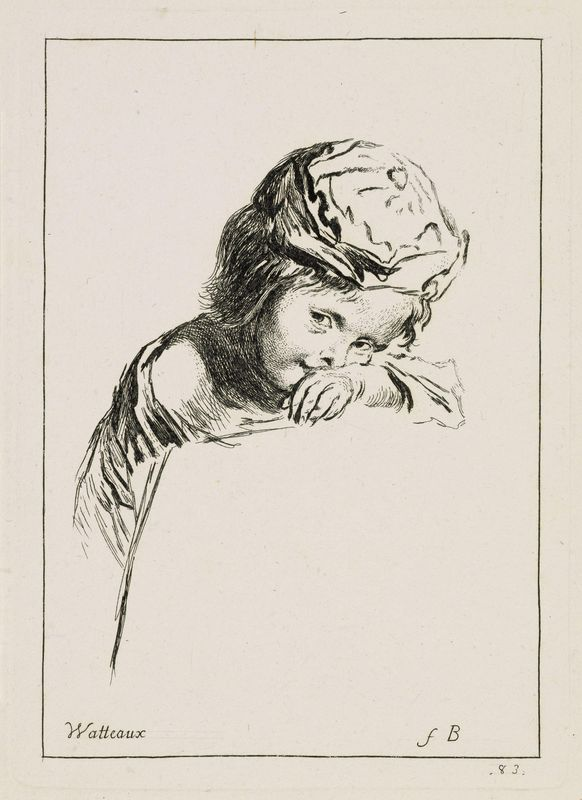
François Boucher, d'après Antoine Watteau : « Jeune enfant en buste, coiffé d’un toquet, le visage reposant sur son bras gauche » ( Collection du baron Edmond de Rothschild, Département des Arts Graphiques, musée du Louvre)
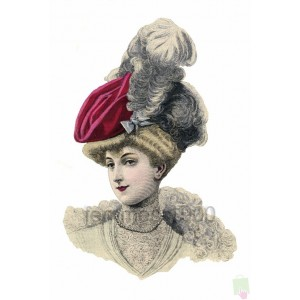
Femme portant un toquet